# Carnival of Light
Carnival of Light (с англ. — «Карнавал света») — экспериментальная запись The Beatles, сделанная 5 января 1967 года, после записи вокальных партий для песни «Penny Lane» — сингла, записанного во время записи альбома Sgt. Pepper's Lonely Hearts Club Band. Запись была создана для авангардной выставки The Million Volt Light and Sound Rave, проходившей в Roundhouse Theatre 28 января и 4 февраля 1967 года. Общая длина трека, согласно книге The Complete Beatles Chronicle, составила 13 минут 48 секунд.

## Запись
Дэвид Вон из творческой группы «Binder, Edwards & Vaughan» (занимавшийся «психоделическим» оформлением пианино Маккартни) попросил Пола записать звуковое оформление для авангардной выставки «The Million Volt Light and Sound Rave». Экспериментальное произведение было записано за один дубль. Оно не получило официального названия, в отчётах о записях EMI обозначено как Untitled (Без названия), хотя позже стало известно как Carnival of Light.
Запись длится 13 минут 48 секунд и состоит из основной дорожки с добавлением ряда наложений. Во время записи Маккартни кратко исполнил пока ещё не записанную «Fixing a Hole» на фортепиано, по словам Дадли Эдвардса из Binder, Edwards and Vaughan.
Первая дорожка ленты полна искажённых, гипнотических барабанных и органных звуков; на второй дорожке — искажённая соло-гитара; на третьей дорожке — звуки церковного органа, различные эффекты (один из них — плеск воды) и пугающие голоса (Джон и Пол кричали случайные фразы, такие как Are you all right? и Barcelona!); на четвёртой — различные звуковые эффекты, включая эхо и безумный бубен. Пол закончил после почти 14 минут заключительным криком к диспетчерской: Can we hear it back now? (Можем мы теперь это послушать?).

## Впоследствии
«Carnival of Light» не был включён ни в один официальный альбом The Beatles. В 1996 году Пол Маккартни пытался включить в сборник Anthology 2, но Джордж Харрисон отказался. Маккартни объяснил, что Джорджу «не нравится авангардная музыка, он сказал „avant garde a clue“».
В интервью журнала Mojo в августе 1996 года Маккартни утверждал, что работал над фото-фильмом коллажа Битлз, который был подобен фильму, сделанному о Grateful Dead в 1995 под названием «Grateful Dead — A Photo Film», и сказал, что планировал использовать «Carnival of Light» в качестве саундтрека. В ноябре 2008 Маккартни подтвердил, что все ещё хранит мастер-ленты, добавив, что, возможно, «настал момент» — для этого нужно согласие вдовы Леннона, Йоко Оно, и вдовы Харрисона, Оливии Харрисон, а также Ринго Старра. В 2016 году в интервью Rolling Stone Маккартни вновь озвучил желание выпустить «Carnival of Light».
Многие фанаты хотели, чтобы её включили в юбилейное переиздание альбома Sgt. Pepper’s Lonely Hearts Club Band 2017 года, но этого не произошло. Джайлс Мартин рассматривал данную возможность, прокомментировав: «<Она> не является частью Сержанта Пеппера. Это что-то совсем другое». Тем не менее, он сказал, что может «сделать что-то интересное» с треком в ближайшем будущем.